# Dan Andriano
Daniel Michael Andriano (nascido em 27 de Junho de 1977 em, Elgin, Illinois) é o baxista e vocalista da banda punk de chicago, Alkaline Trio. Também já foi baixista da banda de ska-punk Slapstick, Andriano entrou na banda depois que o baixista original Rob Doran deixou a banda em 1997.For Your Lungs Only, um E.P. de quatro músicas , foi o primeiro lançamento da banda com Andriano no baixo. Ele começou a escrever músicas com o Alkaline trio, para o primeiro álbum de estúdio da banda Goddamnit.
- Na turnê de 2010 do Cd This Addiction, Dan tocou com uma Gibson Les Paul Special para a música "Fine".
- Dan usa um Fender Jazz Bass, dois Fender Precision Basses, um modelo GPC Signature Model bass guitar (baseado no Fender Jazz Bass).
- Atualmente ele usa um cabeçote Orange AD200B dois gabinetes Orange OBC410. Para reserva ele tem um SVT-AV e também uma SVT-2 PRO. E também um preamp Avalon e um afinador Korg DTR-1.